# Emilia (nome)
Emilia  è un nome proprio di persona italiano femminile.

## Varianti
- Ipocoristici: Milia, Emi
- Maschile: Emilio[1]

### Varianti in altre lingue
- Bulgaro: Емилия (Emilija)[2]
- Ceco: Emílie[2]
- Croato: Emilija[2]
- Danese: Emilie[2], Emilia[2]
- Finlandese: Emilia[2]
- Francese: Émilie[2][3]
- Inglese: Emily[2][3], Emely[2], Emilee[2], Emilia[2][3], Amilia[2]
  - Ipocoristici: Em[2], Emmie[2], Emmy[2], Millie[2], Milly[2]
- Latino: Aemilia[1][2][3]
- Lettone: Emīlija[2]
- Lituano: Emilija[2]
- Macedone: Емилија (Emilija)[2]
- Norvegese: Emilia[2], Emilie[2]
  - Ipocoristici: Milly[2]
- Polacco: Emilia[2]
- Portoghese: Emília[2]
- Rumeno: Emilia[2]
- Serbo: Емилија (Emilija)[2]
- Slovacco: Emílie[2]
- Sloveno: Emilija[2]
- Spagnolo: Emilia[2]
- Svedese: Emelie[2], Emilie[2], Emilia[2]
- Tedesco: Emilie[2]
  - Ipocoristici: Milly[2]

## Origine e diffusione
Deriva dal cognomen romano Aemilia (femminile di Aemilius), proprio della famiglia patrizia degli Emilii; viene generalmente ricondotto al termine latino aemulus ("rivale", "competitore", "imitatore"), tuttavia potrebbe avere anche origini etrusche.
In inglese divenne comune, nelle forme Emily ed Emilia, solo nel XVIII secolo, allorché il casato di Hannover ereditò il trono britannico; la principessa Amelia Sofia, infatti, era nota in inglese come Emily (sebbene "Amelia" sia un nome completamente diverso). Va notato che "Emilia" è anche il nome di una regione storica dell'Italia settentrionale, che prende il nome dalla Via Emilia, strada fatta costruire dal console romano Marco Emilio Lepido per collegare tra di loro le città di Rimini e Piacenza.

## Onomastico
L'onomastico si può festeggiare in memoria di più sante, alle date seguenti:
- 22 febbraio, beata Émilie d'Oultremont, fondatrice della Società di Maria Riparatrice[7]
- 3 maggio (o 17 agosto o 21 ottobre)[senza fonte], beata Emilia Bicchieri, priora domenicana, fondatrice del monastero di Santa Margherita a Vercelli[7]
- 24 agosto, santa Emilia de Vialar, fondatrice delle Suore di San Giuseppe dell'Apparizione[7]
- 19 settembre, santa Émilie de Rodat, fondatrice delle Suore della Sacra Famiglia[7]
- 23 settembre, beata Émilie Tavernier Gamelin, fondatrice delle Suore della Provvidenza di Montréal
- 2 ottobre, santa Jeanne Émilie de Villeneuve, fondatrice delle Suore di Nostra Signora dell'Immacolata Concezione[7]

## Persone

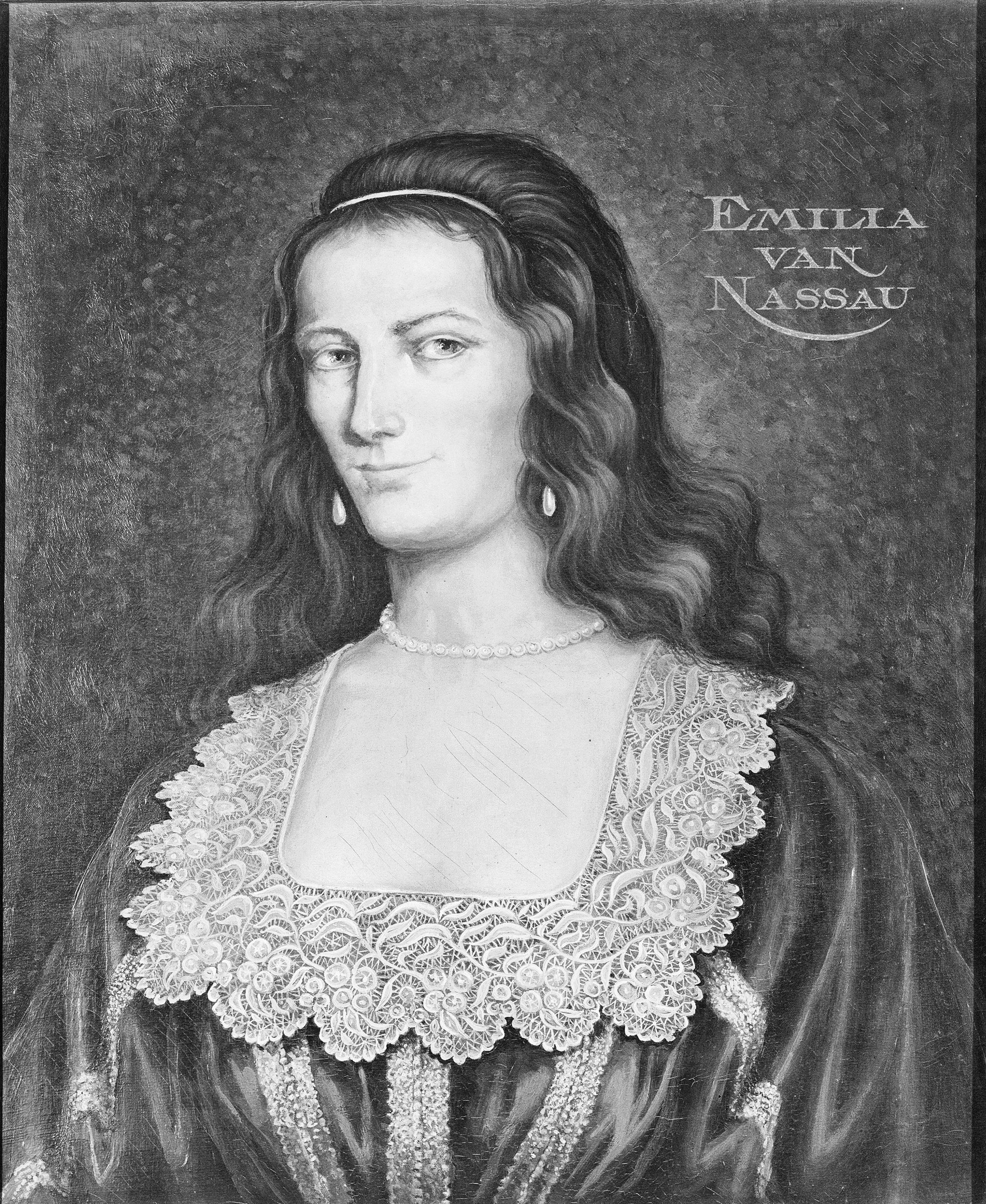
Emilia di Nassau

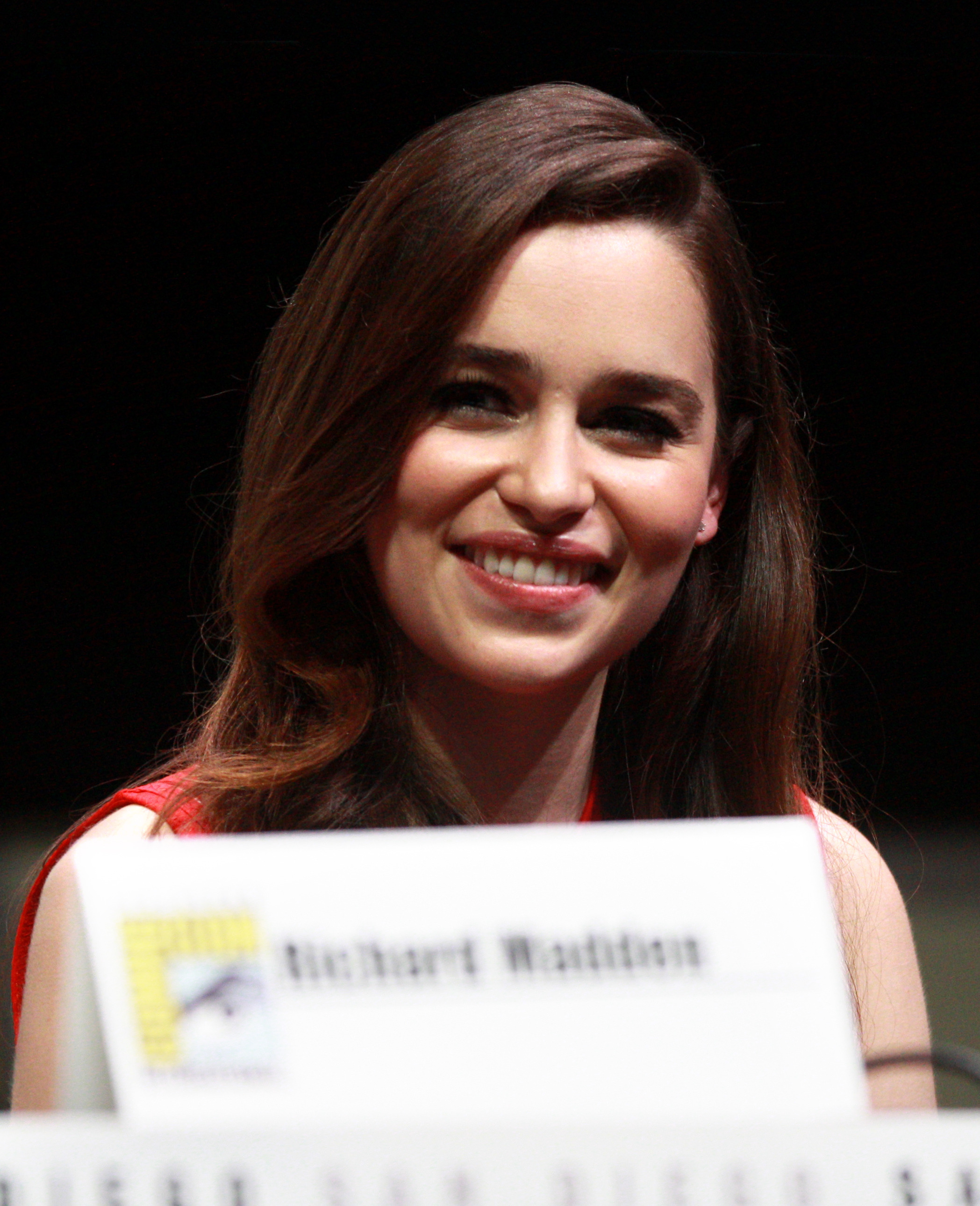
Emilia Clarke

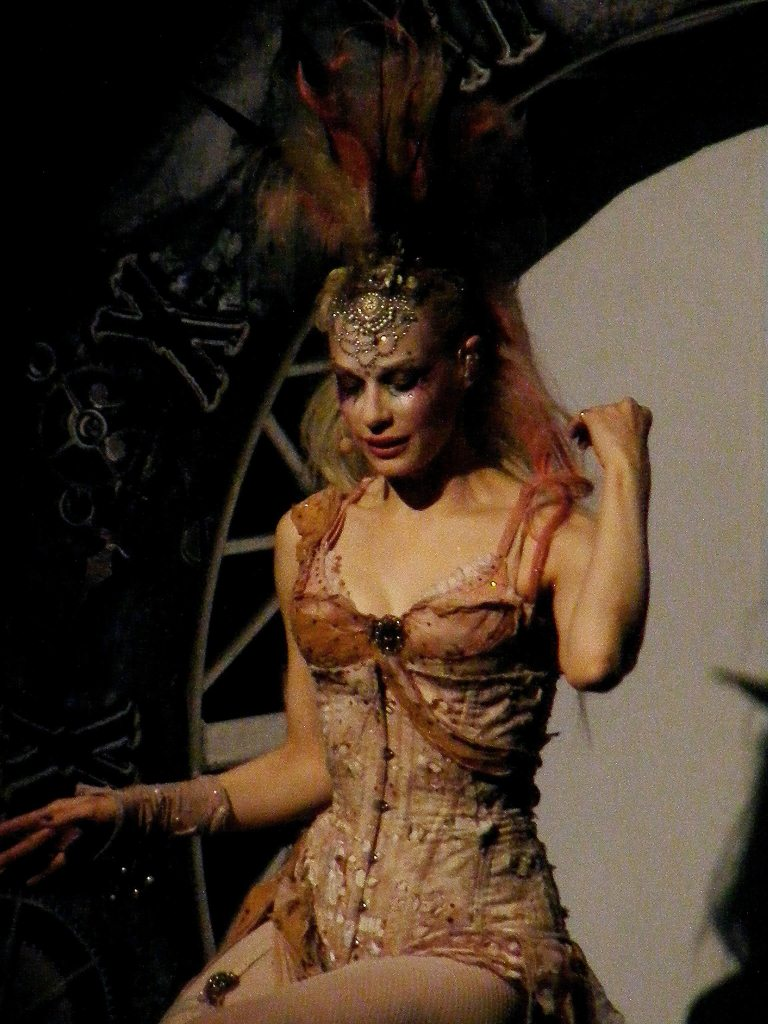
Emilie Autumn

- Emilia di Nassau, principessa di Orange e infanta di Portogallo
- Emilia Bernacchi, danzatrice italiana
- Emilia Clarke, attrice britannica
- Emilia Docet, modella spagnola
- Emilia Fahlin, ciclista su strada svedese
- Emilia Fox, attrice britannica
- Emilia Gubitosi, pianista, direttrice di coro e compositrice italiana
- Emilia Lodigiani, editrice italiana
- Emilia Pardo Bazán, scrittrice spagnola
- Emilia Sarogni, scrittrice e saggista italiana
- Emilia Scaura, nobildonna romana

### Variante Emilie
- Emilie Autumn, cantante, violinista, polistrumentista e poetessa statunitense
- Emilie de Ravin, attrice australiana
- Emilie Schindler, moglie di Oskar Schindler
- Emilie Snethlage, ornitologa tedesca
- Emilie Ullerup, attrice danese

### Variante Émilie

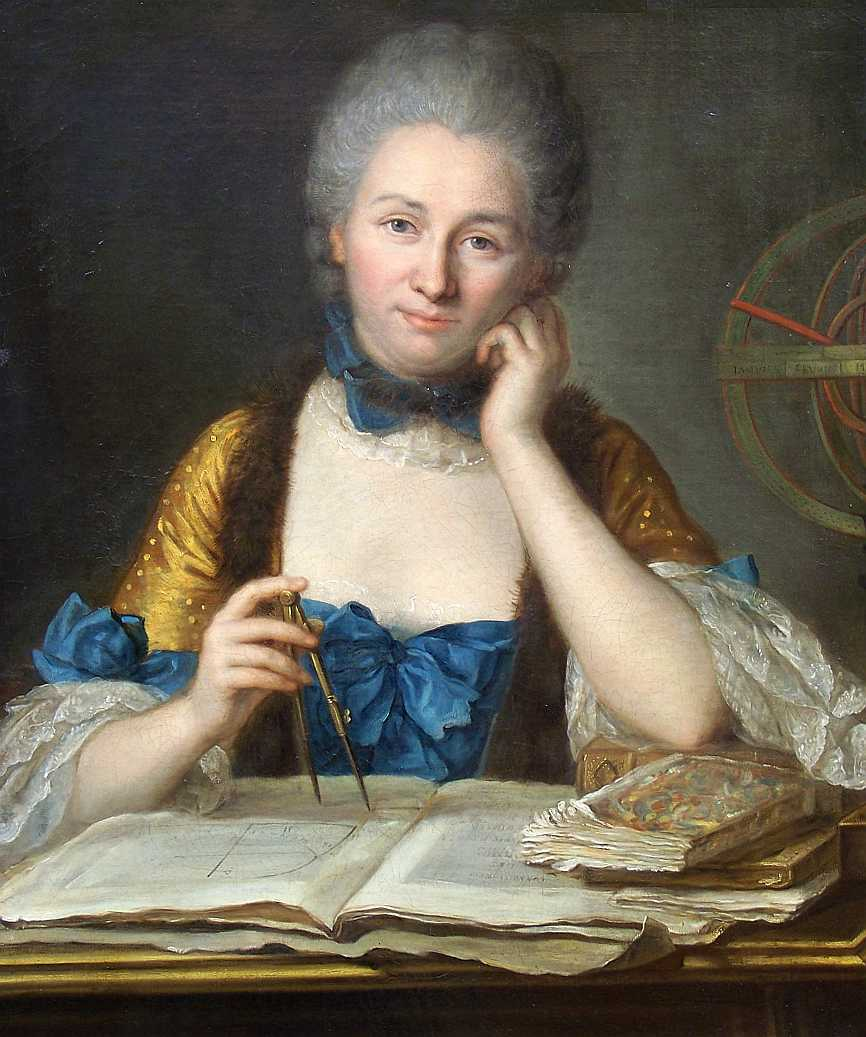
Émilie du Châtelet

- Émilie du Châtelet, matematica, fisica e scrittrice francese
- Émilie d'Oultremont, religiosa belga
- Émilie Dequenne, attrice belga
- Isabelle Émilie de Tessier, vero nome di Marie Duval, disegnatrice francese
- Émilie Gomis, cestista francese
- Émilie Le Pennec, ginnasta francese
- Émilie Loit, tennista francese
- Émilie Simon, cantautrice francese
- Émilie Tavernier Gamelin, religiosa canadese

### Variante Emily

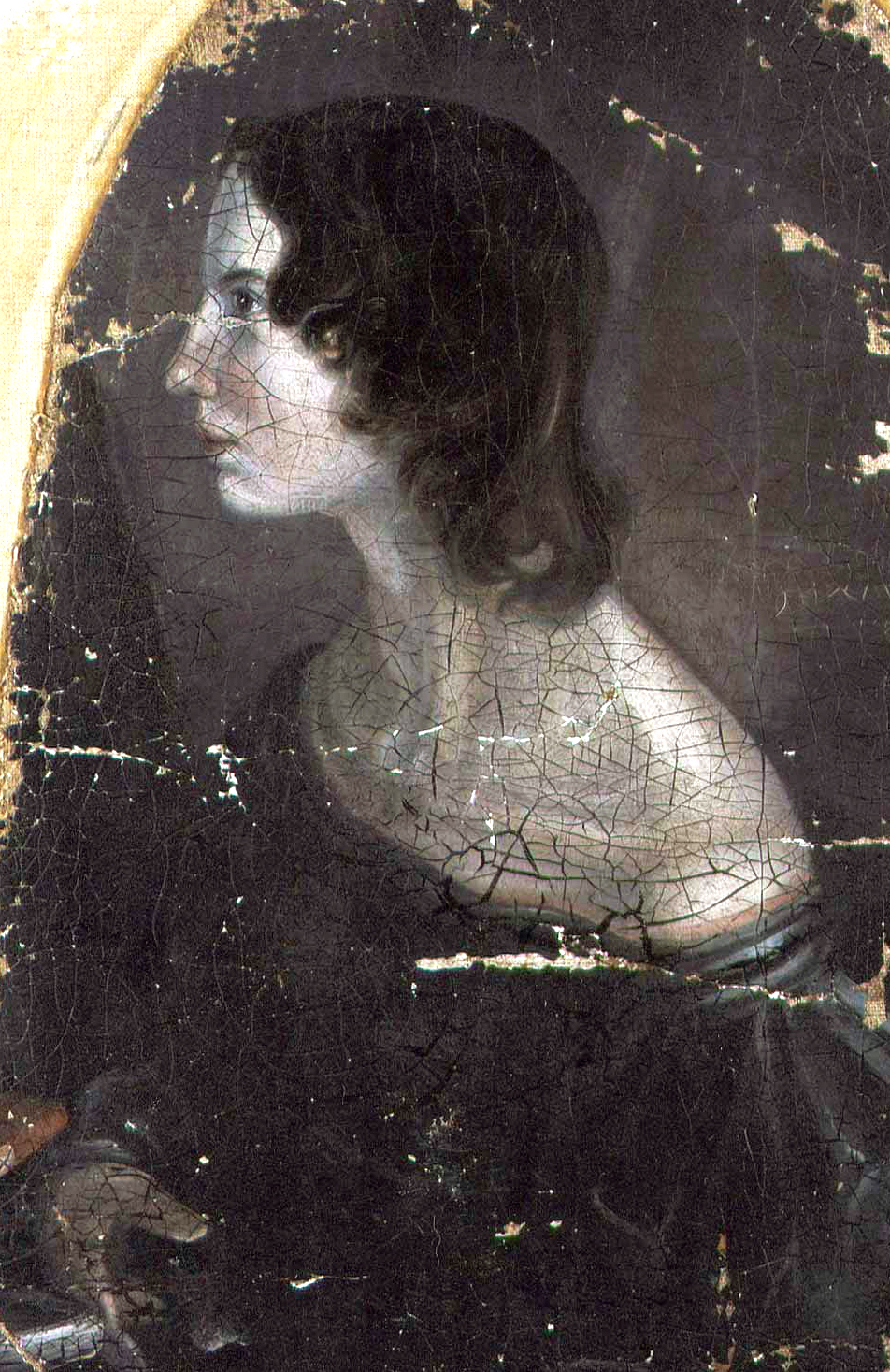
Emily Brontë

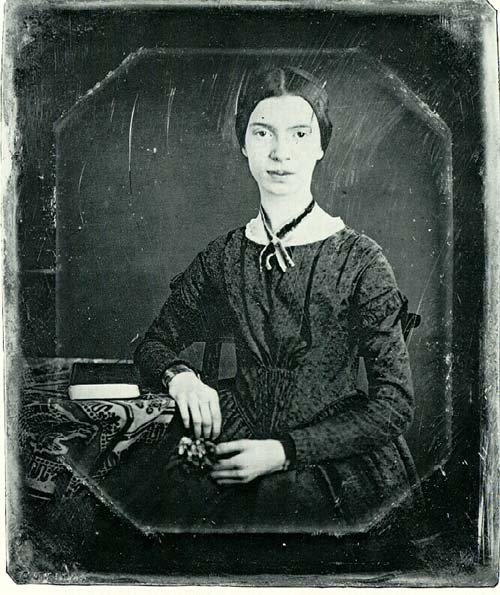
Emily Dickinson

- Emily Brontë, scrittrice e poetessa britannica
- Emily Davison, attivista britannica
- Emily Deschanel, attrice statunitense
- Emily Dickinson, poetessa statunitense
- Emily Haines, cantante canadese
- Emily Hobhouse, pacifista britannica
- Emily Meade, cantante a attrice statunitense
- Emily Mortimer, attrice britannica
- Emily Osment, attrice e cantante statunitense
- Emily Procter, attrice statunitense
- Emily VanCamp, attrice canadese
- Emily Watson, attrice britannica

### Altre varianti
- Emelie Tina Forsberg, atleta svedese
- Emilija Nikolova, pallavolista bulgara
- Emelie Öhrstig, fondista svedese
- Emilija Podrug, cestista croata
- Aemilia Tertia, moglie di Scipione l'Africano
- Emelie Wikström, sciatrice alpina svedese

## Il nome nelle arti
- Emilia è il nome di una delle sette fanciulle narratrici del Decameron di Giovanni Boccaccio.
- Emilia è la moglie di Iago nell'Otello di William Shakespeare.
- Emily Paperett è un personaggio della banda Disney.
- Nella variante inglese Emily è la protagonista della canzone See Emily Play dei Pink Floyd, del 1967 e anche di due canzoni italiane dallo stesso titolo Emily: una di Ivan Graziani, del 1991 e l'altra dei Carlito, del 2001.
- Emily Thorne è un personaggio della serie televisiva Revenge.
- Emily Gilmore è un personaggio della serie televisiva Una mamma per amica.
- Emily Fields è un personaggio della serie televisiva Pretty Little Liars.
- Emilia è un personaggio della serie di light novel Re:Zero - Starting Life in Another World.
- Emily è un personaggio della serie televisiva Idol x Warrior: Miracle Tunes!.
- Emily è un personaggio della serie animata Hazbin Hotel.